# Bytów
Bytów este un oraș în Polonia.